# Orden naval de María Cristina
La Real y Militar Orden Naval de María Cristina, comúnmente conocida como Orden Naval de María Cristina fue una distinción militar española de la Armada, vigente entre 1891 y 1931, aunque desde este último año hasta el comienzo de la Guerra Civil se mantuvo su uso en actos públicos y pensiones pero obligando a sus titulares a cambiar las insignias por otras nuevas en las que se habían sustituido los símbolos monárquicos y los colores de la bandera bicolor española por los republicanos.

## Historia
Esta orden fue creada mediante real orden de 25 de febrero de 1891, desarrollándose adoptada en virtud del artículo 2.º de la Ley de Recompensas de la Armada, de 15 de julio de 1890. Recibió en nombre en honor de María Cristina de Habsburgo-Lorena (1858-1929), reina regente de España en aquel momento y madre del rey Alfonso XIII (1886-1941). Se destinaba a recompensar grandes hazañas, los hechos heroicos, méritos distinguidos y los peligros y sufrimientos en el ámbito naval.

## Clases

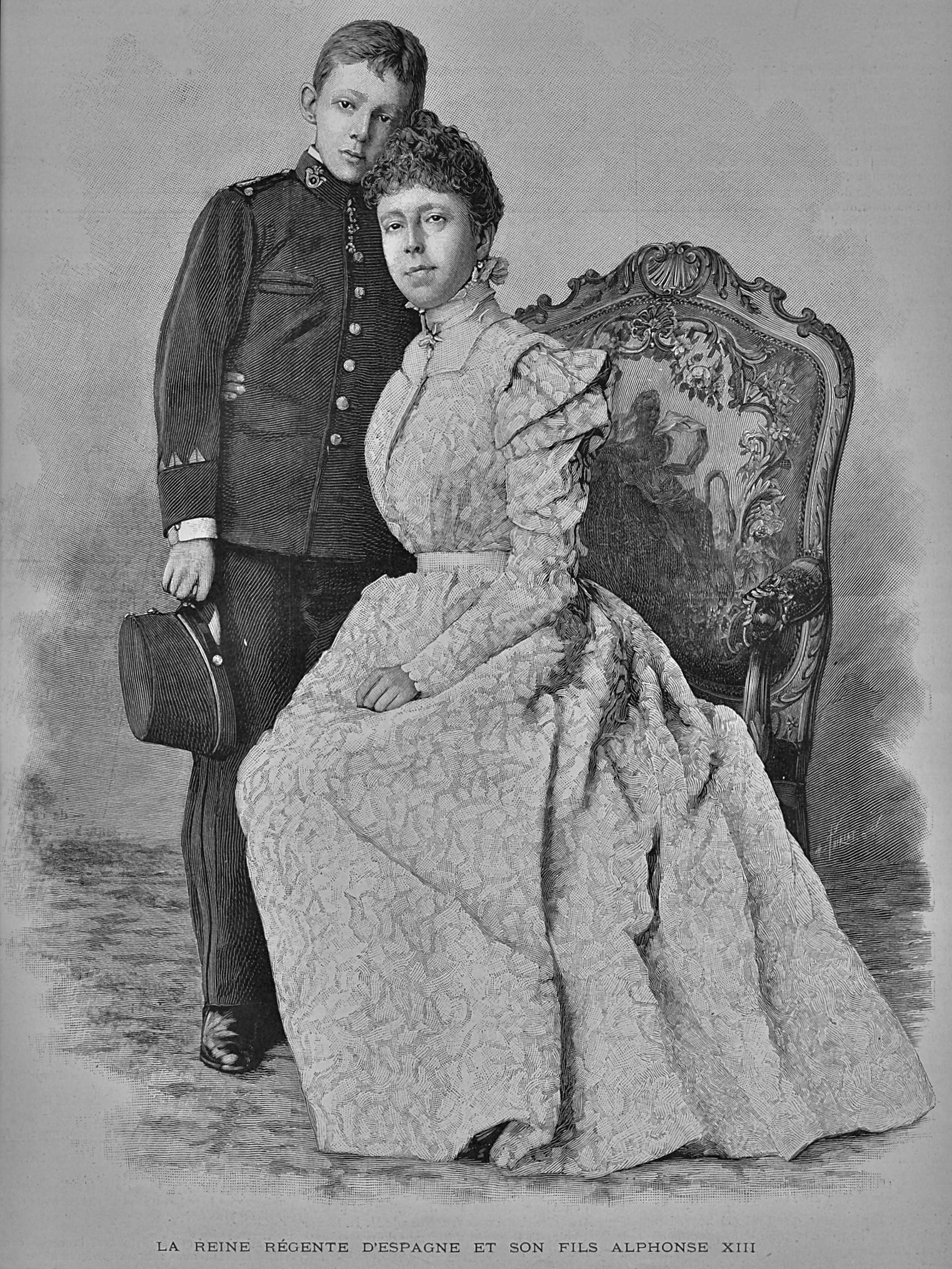
La reina María Cristina junto a su hijo, el joven rey Alfonso XIII.

La Orden Naval de María Cristina contó con tres categorías y sus insignias adoptaron la forma de placas: 
1. Primera Clase: Destinada a oficiales o asimilados, mostraba en su placa el escudo pequeño de los reyes de España (las armas de Castilla y Reino de León con las de Granada en la punta y escusón dinástico en la parte central) realizado en esmalte. El escudo estaba rodeado por un listón esmaltado en azul y cargado con las inscripción "AL MÉRITO NAVAL". El escudo y el listón se encontraban situados sobre una cruz pisana fileteada de color bronce mate con sus brazos decorados con adornos dorados con forma de flores de lis, en los brazos laterales, y una corona real, el superior y un ancla realizada en esmalte azul, en el inferior. La cruz se mostraba sobre una corona de laurel y cuatro espadas también de color bronce mate con sus puntas situadas hacia el centro y un conjunto de ráfagas plateadas y brillantes. En caso de que una misma persona obtuviese varias veces esta categoría, se reflejaba con pasadores realizados en oro brillante. Llevan anexo el tratamiento de señoría.
2. Segunda Clase: Entregada a jefes o asimilados, contaba con los mismos elementos que la categoría anterior pero diferenciándose en el color de la cruz, la corona de laurel y las espadas que eran plateadas y brillantes. En caso de que una misma persona obtuviese varias veces esta categoría, se reflejaba con pasadores dorados y brillantes. Llevan anexo el tratamiento de ilustrísimo.
3. Tercera Clase: Concedida a almirantes, oficiales generales o asimilados. Su insignia era prácticamente idéntica a las anteriores pero con la cruz, la corona de laurel, las espadas y las ráfagas de color dorado brillante y con los adornos situados en los brazos de la cruz de color plateado brillante, incluyendo la figura del ancla. Quienes recibían la placa de esta categoría también portaban la insignia de la orden, con un tamaño menor, colgada de una banda, dividida en tres franjas del mismo tamaño, con los colores de la bandera de España en la central, la bandera también con franjas del mismo tamaño, y de color blanco las exteriores con filete de color rojo de 5 milímetros de ancho en los bordes de la banda. Llevan anexo el tratamiento de excelencia.
4. Cruz de Plata para Suboficiales (creada en 1913), realizada con el aspecto de este metal, brillante, con los mismos elementos que las placas pero de menor tamaño. Se portaba colgada de una cinta, a modo de medalla, con los mismos colores de la banda asignada a los generales.

Esta orden fue creada en el ámbito naval a imagen de la Real y Militar Orden de María Cristina.

## Desposesión de distinciones
El agraciado con cualesquiera de las categorías que haya sido sentenciado por la comisión de un delito doloso o pública y notoriamente haya incurrido en actos contrario a las razones determinantes de la concesión de la distinción podrá, en virtud de expediente iniciado de oficio o por denuncia motivada, y con intervención del Fiscal de la Real Orden, ser desposeído del título correspondiente a la distinción concedida, decisión que corresponde a quien la otorgó.